# Kelvin (rzeka)

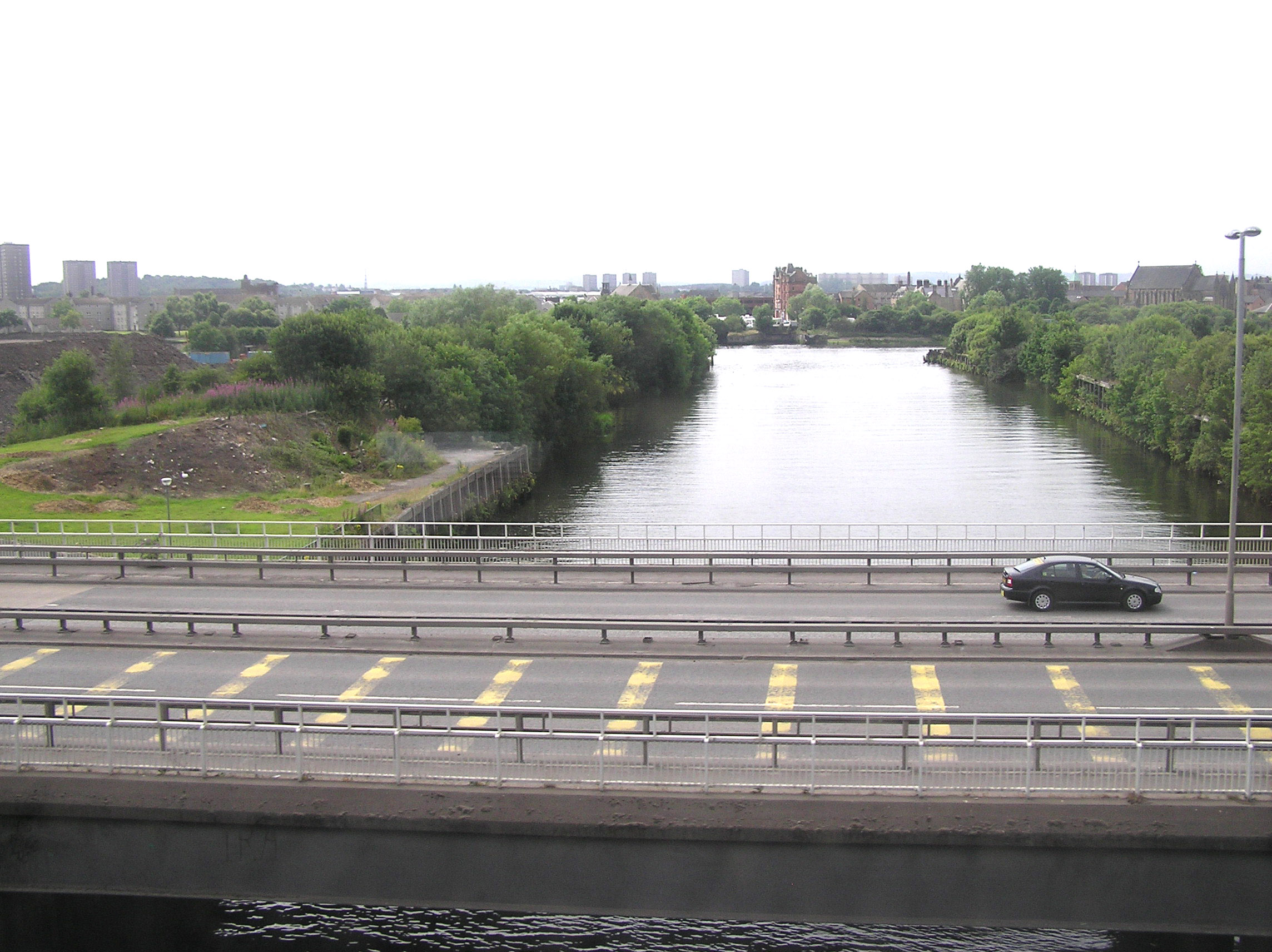
Rzeka Kelvin

Kelvin (gael. Abhainn Cheilbhinn) – rzeka w Szkocji przepływająca przez Glasgow. Długość wynosi 35 km. Rzeka wypływa z Dullatur koło miejscowości Kelvinhead, dopływa do rzeki Clyde w centrum Glasgow.
W XIX wieku duża część ścieków przemysłowych z fabryk odprowadzana była do tej rzeki.